# تيليغراما ديل ريف
تيليغراما ديل ريف (El Telegrama del Rif) جريدة مليلية أسبانية، تأسست في 1 مارس من 1902 تحت اسم وبرقية للقائد المدفعية والصحافي كانديدو تغيير Girela Lobera بعد فترة وجيزة برأسه في تيليغراما ديل ريف.
بدأ إسبانيا، لتكون مهتمة في ممارسة النفوذ العسكري والاقتصادي في المنطقة الريف شمال المغرب. ومن الشخصيات المشهورة التي كتبت في الجريدة محمد بن عبد الكريم الخطابي.
عام 1963، صحيفة تغيير اسمها إلى تيليغراما ديل مليلية، والتي ما زالت تنشر في شكل مطبوع وعلى الإنترنت.